# Judith Amaechi
Pour les articles homonymes, voir Amaechi et Nwankwo.
Judith Obiajulu Amaechi, née Nwankwo le 24 décembre 1970, est la directrice de Empowerment Support Initiative (ESI), une organisation qui milite contre le VIH/sida, défend les droits des femmes et des enfants, et favorise l'égalité des sexes et l'éducation des filles.

## Biographie
Judith Amaechi est née le 24 décembre 1970 à Enugu Ukwu, dans l'État d'Anambra. Elle a fréquenté le Collège gouvernemental fédéral de filles Abuloma lors de ses études secondaires. Elle a ensuite étudié à la Rivers State University of Science and Technology, où elle obtient un diplôme de planification urbaine et régionale. Elle a épousé Chibuike Amaechi et ils ont trois enfants.
Judith Amaechi a lancé Empowerment Support Initiative, une organisation non gouvernementale (ONG), le 16 octobre 2008. L'ONG fournit des conseils et du soutien pour les femmes et les enfants, particulièrement les plus défavorisés. En juin 2009, s'exprimant lors de la Journée internationale des veuves, Judith Amaechi a appelé à l'examen des lois natives et des pratiques coutumières qui causent de la détresse aux veuves, parfois en les jetant dans une pauvreté abjecte. En mars 2010, elle s'est rendue en Israël avec la Commissaire pour les questions féminines, Manuela George-Izunwa, pour inspecter les exploitations et discuter de la formation et du développement de l'agriculture chez les femmes de l'État de Rivers.
En 2009, Judith Amaechi a parrainé un programme massif gratuit pour guérir les enfants de vers. Elle a été une partisane fervente de l'adoption de la loi sur les droits de l'enfant dans l’État de Rivers en 2010, loi qui vise à empêcher les abus sur les enfants. En août 2010, elle a ouvert un stage de quatre semaines de technologie de l'Information et de la Communication, qui offre gratuitement une formation en informatique pendant les vacances pour les élèves d'école secondaire.